# Puertoricosparv
Puertoricosparv (Pedinorhis stirpsarcana) är en förhistorisk utdöd fågel i familjen amerikanska sparvar inom ordningen tättingar. Den beskrevs 1981 utifrån fossila lämningar från pleistocen funna i fyra olika grottor på Puerto Rico. Även om det är oklart på vilket sätt fågeln är släkt med nu levande arter i familjen påminner den om sparvar i släktena Atlapetes och Pipilo. Att fågeln försvann tros bero på förändringar på ön under efterglacial tid när den dåvarande savannliknande miljön försvann. Fågeln placeras som ensam art i släktet Pedinorhis.